# Albedo geometric
Albedoul geometric al unui corp ceresc este raportul dintre luminozitatea reală la unghiul de fază zero (de exemplu, așa cum se vede de la o sursă de lumină) și luminozitatea unui plan ideal, un disc cu aceeași secțiune care reflectă complet.  
Corelația dintre albedoul geometric (sau albedo astronomic), magnitudinea absolută a unei planete minore și diametrul său este dat de ecuația:
{\displaystyle A=\left({\frac {1329\times 10^{-H/5}}{D}}\right)^{2}},

unde {\displaystyle A} este albedo astronomic, {\displaystyle D} este diametrul în kilometri, iar H este magnitudinea absolută a unei planete minore.